# 徳島市応神小学校
徳島市応神小学校（とくしまし おうじんしょうがっこう）は、徳島県徳島市応神町吉成にある公立小学校。

## 基礎データ
最寄駅
- JR吉成駅

学校周辺
- 生光学園、四国大学

## 教育目標
- 21世紀に生きる人間性豊かで健康な子どもを育成する。

## 著名な出身者
- 多田大輔 - 元プロ野球選手
- 内藤佐和子 - 徳島市長

## 関連学校
- 徳島市応神中学校

## 通学区域が隣接している学校
- 徳島市川内北小学校
- 徳島市助任小学校
- 徳島市千松小学校
- 徳島市不動小学校
- 藍住町立藍住南小学校
- 藍住町立藍住北小学校
- 藍住町立藍住東小学校
- 北島町立北島小学校
- 北島町立北島南小学校